# 巴嘎哈伦沙巴日特诺尔
巴嘎哈伦沙巴日特诺尔是位于中国内蒙古自治区呼伦贝尔市新巴尔虎右旗克尔伦苏木的一个湖泊。其位置约在东经115°47′，北纬47°46′。湖面海拔586米，面积达3平方公里。该湖的主要沉积物为芒硝。巴嘎哈伦沙巴日特诺尔在蒙古语中的意思是微温泥湖。